# Sina Fontana
Sina Fontana (* 1986) ist eine deutsche Rechtswissenschaftlerin und Professorin. Sie ist Inhaberin des Lehrstuhls für Öffentliches Recht und Krisenresilienz an der Universität Augsburg.

## Biografie
Sina Fontana studierte Rechtswissenschaften an der Georg-August-Universität Göttingen sowie den Ergänzungsstudiengang Rechtsintegration in Europa an der PPKE in Budapest, Ungarn. Nach dem Abschluss des Studiums mit dem ersten Staatsexamen vor dem Justizprüfungsamt Niedersachsen 2011 war sie von 2012 bis 2014 als wissenschaftliche Mitarbeiterin am Lehrstuhl für Öffentliches Recht, insbesondere Verwaltungsrecht (Thomas Mann) an der Georg-August-Universität Göttingen tätig. Von 2014 bis 2016 absolvierte Sina Fontana ihren juristischen Vorbereitungsdienst im Bezirk des OLG Frankfurt am Main, unter anderem mit einer Wahlstation beim zweiten Senat des Bundesverfassungsgerichts. 2016 wurde sie an der Georg-August-Universität Göttingen mit der Schrift Universelle Frauenrechte und islamisches Recht – Zur Umsetzung von Menschenrechten in einer islamisch geprägten Rechtsordnung promoviert. Ihre Dissertation wurde 2017 mit dem Fakultätspreis der Juristischen Gesellschaft zu Kassel ausgezeichnet. 2017 bis 2022 war sie Akademische Rätin auf Zeit an der Georg-August-Universität Göttingen. Dort habilitierte sie sich 2021 mit der Schrift Integrationsrecht. Im Mai 2021 wurde ihr die Venia Legendi für Staats- und Verwaltungsrecht, Völkerrecht, Rechtsvergleichung durch die Juristische Fakultät der Universität Göttingen verliehen.
Nach Lehrstuhlvertretungen an der Universität Greifswald, Potsdam und Hannover nahm Sina Fontana 2022 einen Ruf der Universität Augsburg an. Dort ist sie seit Dezember 2022 Inhaberin des Lehrstuhls für Öffentliches Recht und Krisenresilienz. Sie ist Mitglied des Zentrums für Klimaresilienz der Universität Augsburg, welches 2020 gegründet wurde und sich interdisziplinär der Forschung und Wissenschaftskommunikation im Bereich der Klimaresilienz widmet.
Sina Fontana ist Mitglied des Deutschen Juristinnenbundes. Zunächst war sie dort Mitglied der Kommission für Verfassungsrecht, Öffentliches Recht, Gleichstellung, seit 2019 ist sie Vorsitzende dieser Kommission. Zudem ist sie Mitglied der Deutschen Gesellschaft für Internationales Recht, der Vereinigung Deutscher Staatsrechtslehrer sowie des Deutschen Hochschulverbands.

## Forschungsschwerpunkte
Sina Fontanas Forschungsschwerpunkte liegen im Öffentlichen Recht einschließlich seiner internationalen und vergleichenden Dimensionen mit besonderem Schwerpunkt im internationalen Menschenrechtsschutz, im Migrations- und Integrationsrecht und im Umwelt- und Klimaschutzrecht. Geprägt wird ihre Forschung auch von Gleichheits- und Vielfaltsperspektiven.

## Veröffentlichungen (Auswahl)
- Universelle Frauenrechte und islamisches Recht. Mohr Siebeck, Tübingen 2017, ISBN 978-3-16-155178-9.
- Integrationsrecht. Mohr Siebeck, Tübingen 2022, ISBN 978-3-16-161205-3.
- Administrative Binnenrechtsverhältnisse. In: Wolfgang Kahl, Markus Ludwigs (Hrsg.): Handbuch des Verwaltungsrechts. Band IV: Status des Einzelnen und Verfahren. C. F. Müller, Heidelberg 2022, ISBN 978-3-8114-5822-2.
- Sexualisierte Gewalt im bewaffneten Konflikt – Wie das Völkerrecht der Genderdimension begegnet. In: AVR. 2021, S. 411–438.